# Problem
Problem je riječ starogrčkog podrijetla - {πρόβλημα} - (- {problema} -) i znači: znanstvena zadaća ili sporno pitanje. U širem značenju to je: pitanje, zadatak koji čeka rješenje, sporno i sumnjivo pitanje koje treba riješiti ili zagonetka.

## Pojam "Problem" u raznim područjima
- Problem odlučivanja u logici.
- Problem u teoriji graf ova.
- Problem u Filozofiji.
- Problem u šahu.
- Problem u matematici.
- Socijalni problemi